# Lista de chefes de governo do Benim
Esta é a lista de primeiros-ministros do Benim (antigo Daomé). 

## Lista de chefes de Governo do Benim e Daomé (1960-2016)
| №                                                         | Retrato                        | Nome                                  | Mandato                        | Mandato                        | Partido                        | Presidente(s)                  |
| República do Daomé (1960-1975)                            | República do Daomé (1960-1975) | República do Daomé (1960-1975)        | República do Daomé (1960-1975) | República do Daomé (1960-1975) | República do Daomé (1960-1975) | República do Daomé (1960-1975) |
| --------------------------------------------------------- | ------------------------------ | ------------------------------------- | ------------------------------ | ------------------------------ | ------------------------------ | ------------------------------ |
| 1                                                         |                                | Hubert Maga (1916-2000)               | 1 de agosto de 1960            | 31 de dezembro de 1960         | RDD                            | Ele mesmo                      |
| Vacante (31 de dezembro de 1960 - 25 de janeiro de 1964)  |                                |                                       |                                |                                |                                |                                |
| 2                                                         |                                | Justin Ahomadégbé-Tomêtin (1917-2002) | 25 de janeiro de 1964          | 29 de novembro de 1965         | PDD                            | Sourou-Migan Apithy            |
| Vacante (29 de novembro de 1965 - 21 de dezembro de 1967) |                                |                                       |                                |                                |                                |                                |
| 3                                                         |                                | Maurice Kouandété (1932-2003)         | 21 de dezembro de 1967         | 17 de julho de 1968            | Militar                        | Alphonse Alley                 |
| Vacante (17 de julho de 1968 - 30 de novembro de 1975)    |                                |                                       |                                |                                |                                |                                |
| República Popular do Benim (1975-1990)                    |                                |                                       |                                |                                |                                |                                |
| Vacante (30 de novembro de 1975 - 1 de março de 1990)     |                                |                                       |                                |                                |                                |                                |
| República do Benim (1990-presente)                        |                                |                                       |                                |                                |                                |                                |
| Vacante (1 - 12 de março de 1990)                         |                                |                                       |                                |                                |                                |                                |
| -                                                         |                                | Nicéphore Soglo (n.1934)              | 12 de março de 1990            | 4 de abril de 1991             | Independente                   | Mathieu Kérékou                |
| Vacante (4 de abril de 1991 - 9 de abril de 1996)         |                                |                                       |                                |                                |                                |                                |
| 4                                                         |                                | Adrien Houngbedji (n.1942)            | 9 de abril de 1996             | 14 de maio de 1998             | PRD                            | Mathieu Kérékou                |
| Vacante (14 de maio de 1998 - 28 de maio de 2011)         |                                |                                       |                                |                                |                                |                                |
| 5                                                         |                                | Pascal Koupaki (n.1951)               | 28 de maio de 2011             | 11 de agosto de 2013           | FCBE                           | Thomas Boni Yayi               |
| Vacante (11 de agosto de 2013 - 18 de junho de 2015)      |                                |                                       |                                |                                |                                |                                |
| 6                                                         |                                | Lionel Zinsou (n.1953)                | 18 de junho de 2015            | 6 de abril de 2016             | FCBE                           | Thomas Boni Yayi               |
| Vacante (6 de abril de 2016 - Presente)                   |                                |                                       |                                |                                |                                |                                |